# Aristide Quintiliano
Aristide Quintiliano (in greco antico: Ἀριστείδης Κοϊντιλιανός?, in latino Aristīdes Quintilianus; Smirne, II secolo d.C. – III secolo d.C.) è stato uno scrittore e teorico della musica greco antico.

## Biografia
È dibattuto quando sia vissuto, se nel II secolo d.C., nel III o nel IV; è certo, comunque, che è vissuto dopo Cicerone, che cita.
Si sa, però, che visse a Smirne.
Una prova della data di Aristide, secondo Winnington-Ingram, è che nell'opera si rivolge a due amici chiamati Eusebio e Florenzio; quest'ultimo nome è sconosciuto prima del 300 d.C..

## Sulla musica
Fu autore di un trattato musicale in 3 libri, intitolato Sulla musica (in greco antico: Περί Μουσικῆς?), che si è conservato: rappresenta una panoramica compilativa della teoria musicale antica, che riprende pensieri di Aristosseno, Damone e Dionigi di Alicarnasso.
Il libro I dell'opera tratta la teoria della musica sotto i titoli tradizionali di armoniche, ritmo e metro. Dipende molto da Aristosseno, ma con alcune aggiunte apparentemente da una fonte del periodo classico.
Il libro II discute l'importanza della musica nell'educazione dei giovani e nella vita morale degli individui, mentre il III tratta dell'aritmetica della musica ed esplora dal punto di vista della filosofia platonica le analogie tra i numeri nella musica e i numeri nel mondo fisico.